# 友への手紙 森田童子自選集
『友への手紙 森田童子自選集』は、森田童子のベスト・アルバム。1981年にワーナー・パイオニア（現ワーナーミュージック・ジャパン）より発売された。

## 概要
- コピーは「或る日、僕のコートの型が、もう古いことを知った　一人で生きてきたことの、淋しさに気づいた―。」[1]このコピー文は「海を見たいと思った」（『マザー・スカイ』収録）の歌詞の一節である。なお、この曲は本アルバムに選曲されていない。
- レコードの発売はなく、カセットテープのみで発売されたベスト・アルバム。曲間にオリジナルアルバム未収録のモノローグが挿入されている。
- ジャケット写真は1980年に再発売した『A BOY ボーイ』の特典写真譜の1枚が使用されている。
- 白いプレーンジャケットに曲目表（ジャケット裏面のインデックスのコピー）を貼ったジャケットの非売品プロモーション用LP盤が存在する。
- 2016年7月に本作を含むオリジナル・アルバム7作、ベスト・アルバム2作（内1作初CD化）の計9タイトルが、小澤賢太郎（音楽出版ジュンアンドケイ）の企画・監修で、ユニバーサルミュージック／USMジャパンより、オリジナル・アナログ・テープからデジタル・リマスタリングされた音源／SHM-CD仕様で復刻。ジャケットは一部を除いて、オリジナル・レコード盤の仕様、歌詞カードのデザインは1993年CD盤の仕様を基盤に構成された（軌跡とディスコグラフィは割愛されている）。また9作全てがオリコンにチャート・インした。この作品では、今回の復刻で発売以降35年を経て初CD化。このアルバムのみオリジナル・ジャケット（カセット盤）を再現しておらず、ジャケット裏面のインデックスを模した再デザイン仕様、裏ジャケットはEP「さよなら ぼくの ともだち」のジャケットに差し替えられている。理由はカセットのジャケットからではCDサイズにすると拡大することになり、画質が荒くなるための処置である。[2]

## 収録曲

### CT
| 全作詞・作曲: 森田童子。 |                                      |           |            |          |      |
| #                        | タイトル                             | 作詞      | 作曲・編曲 | 編曲     | 時間 |
| 1.                       | 「菜の花あかり」                     | 森田童子  | 森田童子   | 千代正行 | 2:16 |
| 2.                       | 「逆光線」                           | 森田童子  | 森田童子   | 石川鷹彦 | 2:28 |
| 3.                       | 「まぶしい夏」                       | 森田童子  | 森田童子   | 木森敏之 | 3:06 |
| 4.                       | 「赤いダウンパーカーぼくのともだち」 | 森田童子  | 森田童子   | 千代正行 | 3:33 |
| 5.                       | 「ニューヨークからの手紙」           | 森田童子  | 森田童子   | 石川鷹彦 | 2:55 |
| 6.                       | 「蒼き夜は」                         | 森田童子  | 森田童子   | 木田高介 | 4:35 |
| 7.                       | 「ふるえているネ」                   | 森田童子  | 森田童子   | 木田高介 | 4:23 |
| 8.                       | 「終曲のために 第3番「友への手紙」」 | 森田童子  | 森田童子   | 青山勇   | 4:51 |
| 合計時間:                | 合計時間:                            | 合計時間: | 28:07      |          |      |

| 全作詞・作曲: 森田童子。 |                                      |           |            |          |      |
| #                        | タイトル                             | 作詞      | 作曲・編曲 | 編曲     | 時間 |
| 1.                       | 「ラスト・ワルツ」                   | 森田童子  | 森田童子   | 千代正行 | 5:10 |
| 2.                       | 「早春にて」                         | 森田童子  | 森田童子   | 木森敏之 | 3:17 |
| 3.                       | 「ぼくたちの失敗」                   | 森田童子  | 森田童子   | 石川鷹彦 | 3:44 |
| 4.                       | 「淋しい素猫」                       | 森田童子  | 森田童子   | 木田高介 | 3:03 |
| 5.                       | 「雨のクロール」                     | 森田童子  | 森田童子   | 森田童子 | 3:40 |
| 6.                       | 「ぼくと観光バスに乗ってみませんか」 | 森田童子  | 森田童子   | 森田童子 | 3:30 |
| 7.                       | 「さよなら ぼくの ともだち」         | 森田童子  | 森田童子   | 森田童子 | 4:41 |
| 8.                       | 「風さわぐ原地の中に」               | 森田童子  | 森田童子   | 森田童子 | 5:35 |
| 合計時間:                | 合計時間:                            | 合計時間: | 32:40      |          |      |

### CD
| 全作詞・作曲: 森田童子。 |                                      |           |            |          |      |
| #                        | タイトル                             | 作詞      | 作曲・編曲 | 編曲     | 時間 |
| 1.                       | 「菜の花あかり」                     | 森田童子  | 森田童子   | 千代正行 | 2:16 |
| 2.                       | 「逆光線」                           | 森田童子  | 森田童子   | 石川鷹彦 | 2:28 |
| 3.                       | 「まぶしい夏」                       | 森田童子  | 森田童子   | 木森敏之 | 3:06 |
| 4.                       | 「赤いダウンパーカーぼくのともだち」 | 森田童子  | 森田童子   | 千代正行 | 3:33 |
| 5.                       | 「ニューヨークからの手紙」           | 森田童子  | 森田童子   | 石川鷹彦 | 2:55 |
| 6.                       | 「蒼き夜は」                         | 森田童子  | 森田童子   | 木田高介 | 4:35 |
| 7.                       | 「ふるえているネ」                   | 森田童子  | 森田童子   | 木田高介 | 4:23 |
| 8.                       | 「終曲のために 第3番「友への手紙」」 | 森田童子  | 森田童子   | 青山勇   | 4:51 |
| 9.                       | 「ラスト・ワルツ」                   | 森田童子  | 森田童子   | 千代正行 | 5:10 |
| 10.                      | 「早春にて」                         | 森田童子  | 森田童子   | 木森敏之 | 3:17 |
| 11.                      | 「ぼくたちの失敗」                   | 森田童子  | 森田童子   | 石川鷹彦 | 3:44 |
| 12.                      | 「淋しい素猫」                       | 森田童子  | 森田童子   | 木田高介 | 3:03 |
| 13.                      | 「雨のクロール」                     | 森田童子  | 森田童子   | 森田童子 | 3:40 |
| 14.                      | 「ぼくと観光バスに乗ってみませんか」 | 森田童子  | 森田童子   | 森田童子 | 3:30 |
| 15.                      | 「さよなら ぼくの ともだち」         | 森田童子  | 森田童子   | 森田童子 | 4:41 |
| 16.                      | 「風さわぐ原地の中に」               | 森田童子  | 森田童子   | 森田童子 | 5:35 |
| 合計時間:                | 合計時間:                            | 合計時間: | 60:47      |          |      |

### 楽曲解説
－モノローグ－
1. 菜の花あかり
  - 『ラスト・ワルツ』より。
2. 逆光線
  - 『マザー・スカイ』より。

－モノローグ－
3. まぶしい夏
  - 『GOOD BYEグッドバイ』より。
4. 赤いダウンパーカーぼくのともだち
  - 『ラスト・ワルツ』より。
5. ニューヨークからの手紙
  - 『マザー・スカイ』より。

－モノローグ－
6. 蒼き夜は
  - 『A BOY ボーイ』より。
7. ふるえているネ
  - 『ア・ボーイ』より。

※オリジナルにある曲終盤SEはカットされている。
8. 終曲のために 第3番 「友への手紙」
  - 『ア・ボーイ』より。
9. ラスト・ワルツ
  - 『ラスト・ワルツ』より。
10. 早春にて 
  - 『GOOD BYEグッドバイ』より。

－モノローグ－
11. ぼくたちの失敗
  - 『マザー・スカイ』より。
12. 淋しい素描
  - 『ア・ボーイ』より。

※オリジナルに比べ、後奏の尺が短く編集されている。
－モノローグ、男性アナウンスのモノローグ－
13. 雨のクロール
  - 『東京カテドラル聖マリア大聖堂録音盤』より。
14. ぼくと観光バスに乗ってみませんか
  - 『東京カテドラル聖マリア大聖堂録音盤』より。
15. さよなら ぼくの ともだち
  - 『東京カテドラル聖マリア大聖堂録音盤』より。
16. 風さわぐ原地の中に
  - 『東京カテドラル聖マリア大聖堂録音盤』より。

## クレジット
- 撮影：高梨豊
- 撮影協力：文芸坐ル・ピリエ

## 発売形態
| 形態   | 発売日          | 品番      | 発売元                                | 備考                                                           |
| ------ | --------------- | --------- | ------------------------------------- | -------------------------------------------------------------- |
| CT     | 1981年9～10月頃 | LKG-7002  | ワーナー・パイオニア                  |                                                                |
| LP     | (1981年非売品)  | LS-114A   | ワーナー・パイオニア                  | 非売品プロモーション用。                                       |
| SHM-CD | 2016年07月20日  | UPCY-7159 | ユニバーサルミュージック／USMジャパン | 【初CD化】2016年デジタルリマスタリング。ジャケット再デザイン。 |